# Мінал
Мінал — кінцевий член ізоморфних рядів мінералів, який сам може бути мінералом, що зустрічається в природі (наприклад, Mg2 [SiO4] i Fe2[SiO4] в олівіні), але може не зустрічатися в природі в чистому вигляді (наприклад, Ni2[SiO4] в олівіні).
Мінерали часто можна описати як тверді розчини з різним складом певних хімічних елементів, а не як речовини з точною хімічною формулою. У групі або серії мінералів може бути два або більше кінцевих члена.
Наприклад, мінерали групи польового шпату можна описати як тверді розчини кінцевих членів - ортоклазу {\displaystyle {\ce {KAlSi3O8}}}, альбіту {\displaystyle {\ce {NaAlSi3O8}}} та анортиту {\displaystyle {\ce {CaAl2Si2O8}}}. Конкретний польовий шпат може містити різну кількість калію (K), натрію (Na) та кальцію (Ca).